# Magiglace-Juaneda
L'equip Magiglace-Juaneda va ser un equip ciclista francès que competí professionalment el 1974.

## Principals resultats

### A les grans voltes
- Volta a Espanya
  - 1 participacions (1974)
  - 1 victòries d'etapa:
    - 1 el 1974: Martin Martinez

  - 0 victòria final:
  - 0 classificacions secundàries:

- Tour de França
  - 0 participacions

- Giro d'Itàlia
  - 0 participacions